# 郑久鸿
郑久鸿，中华人民共和国政治人物。
全国水利战线劳模，曾参加佛子岭水库工程建设。1954年，当选第一届全国人民代表大会代表。